# 許雲鵬
許雲鵬（1483年—？），字時亨，山東東昌府堂邑縣人，軍籍，明朝政治人物。

## 生平
弘治十七年（1504年）甲子科山東鄉試第十一名舉人，正德六年（1511年）中式辛未科會試第二□九名，二甲第二十九名進士。授戶部主事，歷兵部職方司郎中。明武宗下詔南巡，許雲鵬上疏力諫，辭甚激切，武宗大怒，詔與呂柟等人同受廷杖。正德十五年（1520年）十一月升山西布政司右參議，嘉靖四年（1525年）四月升陝西按察司副使。

## 家族
曾祖許全；祖父許昇，曾任訓導；父許廷用，弘治戊午解元，曾任府通判。母陳氏。從弟許雲濤。